# Handelshemmnis
Ein Handelshemmnis oder eine Handelsbarriere ist eine Maßnahme, die sich hemmend auf den Austausch von Waren und Dienstleistungen auswirkt, insbesondere auf den Handel zwischen Staaten im Zuge einer protektionistischen Grundhaltung eines Staates. Unterschieden werden solche protektionistischen Maßnahmen in tarifäre und nichttarifäre Handelshemmnisse.

## Tarifäre Handelshemmnisse
Unter die tarifären (zollähnlichen) Handelshemmnisse fallen:
- Importzölle
- Exportzölle[2]
- Exportsubventionen

## Nichttarifäre Handelshemmnisse
Nichttarifäre (Non-Tariff-Barriers, NTBs) oder zollfremde Handelshemmnisse sind handelspolitische Maßnahmen, die vorwiegend auf die Behinderung von Importen oder die Förderung von Exporten inländischer Unternehmer zielen. Darunter fallen z. B.:
- technische Vorschriften
- rechtliche Vorschriften
- Exportbeschränkungen
- Einfuhrquoten
- Einfuhrsteuern
- Einfuhrverbote
- Ausfuhrverbote
- spezielle Importabgaben
- Steuervorteile
- finanzielle Förderung inländischer Unternehmen
- Umwelt- und Sozialstandards
- Qualitätsstandards
- Verpackungs- und Bezeichnungsvorschriften
- Herkunftsangaben

NTBs können (wie Zölle auch) den internationalen Handel stark beeinträchtigen. Der Abbau dieser Handelsbarrieren und damit die Förderung des internationalen Handels erfordert den internationalen Konsens bei der Definition und Quantifizierung von NTBs.

## Integrationspolitik
Ökonomisches Ziel von Integrationspolitik ist stets die Liberalisierung des Handels zwischen Volkswirtschaften. An solchen Zusammenschlüssen von Volkswirtschaften (z. B. GATT, WTO) sollten alle beteiligten Länder profitieren.

### Erste Stufe: Freihandelszone
Die erste Stufe der Integration ist der Zusammenschluss einiger Länder in einer Freihandelszone (z. B. EFTA – European Free Trade Association, NAFTA – North American Free Trade Agreement). Kennzeichen einer Freihandelszone sind
- Abwicklung des Handels frei von Handelsschranken innerhalb der Freihandelszone
- Protektionismus nach außen
- i. d. R. unterschiedliche Importzölle der Mitgliedsstaaten

### Zweite Stufe: Zollunion
In der zweiten Stufe werden gemeinsame Zölle festgelegt, die für den Import von Waren und Dienstleistungen aus Nichtmitgliedsländern in Mitgliedsländer gelten. Hier spricht man von einer Zollunion. Kennzeichen sind zusätzlich zu denen der Freihandelszone:
- gemeinsame Außenzölle
- gemeinsame Mengenbeschränkungen nach außen

### Dritte Stufe: Gemeinsamer Markt
Der nächste Integrationsschritt ist ein gemeinsamer Markt (z. B. die EG). Er ist über die Kennzeichen einer Zollunion hinaus gekennzeichnet durch
- freie Faktormobilität (v. a. Mobilität der Arbeitskräfte). Voraussetzungen:
  - einheitliches Niederlassungsrecht (Freizügigkeit) und
  - einheitliches Handelsrecht (Freihandel).

### Vierte Stufe: Einheitliche Währungsunion
Ein weiterer Schritt zur Integration ist eine einheitliche Währungsunion (z. B. Europäische Währungsunion). Darin eingeschlossen sind
- gemeinsame Geldpolitik
- gemeinsame Konjunkturpolitik

### Fünfte Stufe: Politische Vereinigung
Der letzte Schritt nach Vereinheitlichung aller ökonomischen Institutionen ist die politische Vereinigung zu einem neuen Staatenbund.

## Effekte protektionistischer Außenhandelspolitik
Nicht jeder Abbau von Handelshemmnissen steigert die Effizienz des internationalen Handels. Durch Protektionismus entstehen sowohl handelsschaffende Effekte (trade creation effects) als auch handelsablenkende Effekte (trade diversion effects).

### Handelsschaffende Effekte
Durch den Abbau bestehender Handelsschranken werden Märkte innerhalb einer Zollunion aufgeschlossen und der Binnenmarkt gestärkt. Dieser handelsschaffende Effekt tritt immer dann ein, wenn durch den Abbau von Zöllen oder anderer Handelshemmnisse innerhalb einer Region zusätzlich Güter gehandelt werden, die zuvor aus Drittländern importiert wurden.

### Handelsablenkende Effekte
Durch erhöhte Zollmauern oder andere Handelshemmnisse werden die Märkte außerhalb einer Zollunion gegenüber den Mitgliedsländern einer Zollunion abgeschlossen. So wird potentieller Handel mit Drittländern verdrängt durch verstärkten Handel zwischen den Mitgliedsländern der Zollunion.

### Theorie des second best
Nach der Theorie des second best kann es im Sinne der Effizienz des globalen Handels günstiger sein, auf den (partiellen) Abbau von Zöllen zu verzichten, wenn die handelsschaffenden Effekte die handelsablenkenden Effekte überwiegen.

### Kritik
Die WTO, der ein Großteil aller Nationen beigehört, hat sich zum Ziel gesetzt, den Handel zu liberalisieren und dafür Handelshemmnisse abzubauen, um letztlich einen Zustand eines globalen Freihandels zu errichten, was ihrer Ansicht nach mehr Wohlfahrt für alle Nationen bürgen werde. Die Politik der WTO hatte zur Folge, dass in der Vergangenheit insbesondere tarifäre Handelshemmnisse stark abgebaut wurden, wodurch relativ gesehen die Menge an nichttarifären Handelshemmnissen zugenommen hat, da nach wie vor Staaten aus diversen Gründen auf verschiedenste Weise versuchen, mehr oder weniger Protektionismus zu betreiben. Insbesondere die mächtigen Industrieländer verstoßen gegen das WTO-Recht und betreiben Protektionismus, z. B. in Form von Agrarsubventionen (u. a. die EU).
Protektionisten entgegnen der liberalen Haltung der WTO, dass Handelshemmnisse zum Schutz und somit zur Förderung der eigenen Volkswirtschaft notwendig seien, um für ein Bestehen unter dem starken Konkurrenzdruck des Weltmarkts zu sorgen. Dies sei insbesondere für Entwicklungsländer wichtig, die meist (nahezu) voll liberalisierte Volkswirtschaften aufweisen, sich jedoch aufgrund schwacher eigener Märkte, was u. a. durch ihren schwachen industriellen Status bedingt ist, mit einer Strategie der Weltmarktintegration nicht behaupten konnten, da vor allem die Industrieländer durch diverse Handelshemmnisse die Situation der Entwicklungsländer zusätzlich erschweren würden.
Ehemalige Entwicklungsländer wie z. B. die Volksrepublik China oder die sogenannten Tigerstaaten konnten maßgeblich durch Protektionismus die eigene Wirtschaft bzw. neue, noch nicht wettbewerbsfähige Industriezweige soweit stärken, dass sie jetzt als Schwellenländer oder auch schon als Industrieländer zu bezeichnen sind.